# Norman Taylor
Norman William Taylor (født 15. april 1899, død 14. december 1980) var en canadisk roer som deltog i de olympiske lege 1924 i Paris.
Taylor vandt en sølvmedalje i roning under OL 1924 i Paris. Han var med på den canadiske otter som kom på en andenplads efter USA. Deltagerne på den canadiske otter bestod af Arthur Bell, Robert Hunter, William Langford, Harold Little, John Smith, Warren Snyder, Norman Taylor, William Wallace og Ivor Campbell som var styrmand.   